# Zappos
Zappos是一家美国在线鞋类和服装零售商，总部位于美国内华达州拉斯维加斯。该公司由尼克·斯威姆于1999年创立，謝家華與林君叡是早期投資人。創立之初公司名為ShoeSite，網站域名為Shoesite.com。1999年7月，公司更名為Zappos。2009年7月，亞馬遜公司以價值約八億美元的股票以及四千萬美元現金和限制性股票單位收購Zappos。